# 쇼무 천황
쇼무 천황 (聖武天皇, 701년 ~ 756년 6월 4일)은 45대 일본 천황이다. 즉위 전에는 오비토노미코(首皇子)라 불리었다. 몬무 천황과 후지와라노 후히토의 딸 미야코의 아들이다. 아버지 몬무 천황이 사망할 때 7세에 불과했기 때문에 그가 성장할 때까지 할머니 겐메이 천황과 고모 겐쇼 천황이 황위의 공백을 채웠다. 또한, 황후 고묘시는 후지와라노 후히토의 딸로 황실 출신이 아닌 첫 번째 황후이다.

## 약력
몬무 천황의 제1황자로 태어났으나 일곱 살 때에 아버지 몬무 천황이 죽고 어머니 미야코도 심신이 약해 오랫동안 황자와 만나지 못했고(모자가 서로 만난 것은 천황의 나이 37세 때) 몬무 천황의 모후 겐메이 천황(덴지 천황의 딸)이 황자가 장성할 때까지의 '대리'로서 즉위했다. 와도(和銅) 7년(714년)에 원복과 함께 정식으로 태자가 되었으나, 태자 자신의 병약함과 다른 황친 세력 및 외척인 후지와라 집안과의 대립 문제로 즉위가 늦춰지면서 대신 몬무 천황의 누나 겐쇼 천황이 다시금 '대리의 대리' 격으로 황위를 잇게 되어, 황자의 나이 24세 때에야 비로소 겐쇼 천황의 양위를 받아 즉위할 수 있었다.
치세의 초기는 황친 세력을 대표하는 나가야 왕(長屋王)이 정권을 맡고 있었다. 당시 후지와라 집안은 그들 일족으로 후지와라노 후히토의 딸인 고묘시(光明子)가 황후로 세워지기를 바랐지만, 일찍이 지토 천황의 사례에서도 보이듯 황후는 남편인 천황 사후 '대리' 천황으로서 즉위할 가능성이 있다는 이유로 황족이 아닌 자는 황후가 될 수 없다는 것이 당시의 관습이었다. 때문에 나가야 왕은 고묘시가 황후가 되는 것을 반대했다. 하지만 덴표(天平) 원년(729년)에 나가야 왕의 변이라 불리는 사건이 일어나면서 나가야 왕은 스스로 목숨을 끊고, 반대 세력이 없어지면서 고묘시는 황후가 될 수 있었다. 이는 황족이 아닌 자로서 황후로 책봉된 최초의 사례였다.
오늘날에는 고묘시를 황후로 삼는데 가장 걸림돌이 되는 나가야 왕을 제거하기 위해 고묘시의 형제인 후지와라 씨 4형제가 꾀한 사건으로 보고 있다. 그러나 덴표 9년(737년)에 후지와라 4형제를 비롯한 대부분의 정부 고관이 천연두로 사망하는 대참사가 일어났고, 나가야 왕의 친아우인 스즈카 왕(鈴鹿王)이 지태정관사(知太政官事)로 임명되면서 가까스로 정부 체제가 정돈되었다.

### 후지와라노 히로쓰구의 난
당시 후지와라 집안의 사람으로서 조정의 요직을 맡고 있던 중진이었던 4형제가 잇달아 병사하면서 국정은 가쓰라기 왕(葛城王) 다치바나노 모로에(橘諸兄)가 맡게 되었고(그는 고묘 황후와는 아버지가 다른 형제에 해당한다) 견당사로써 당에서 귀국한 기비노 마키비와 승려 겐보(玄昉)가 중용되면서 후지와라 세력은 크게 후퇴했다. 앞서 천연두로 죽은 후지와라 4형제의 한 명인 우마카히(宇合)의 맏아들 히로쓰구(広嗣)는 덴표 10년(738년), 야마토노카미(大養德守)에서 진제이(鎭西) 다자이노쇼니(大宰少弐)로 옮겨졌는데, 이를 좌천이라 생각하고 크게 불만을 품어, 덴표 12년(740년) 8월 29일에 시정을 비판하고 기비노 마키비와 겐보의 처분을 요구하는 표문을 조정에 보냈다.

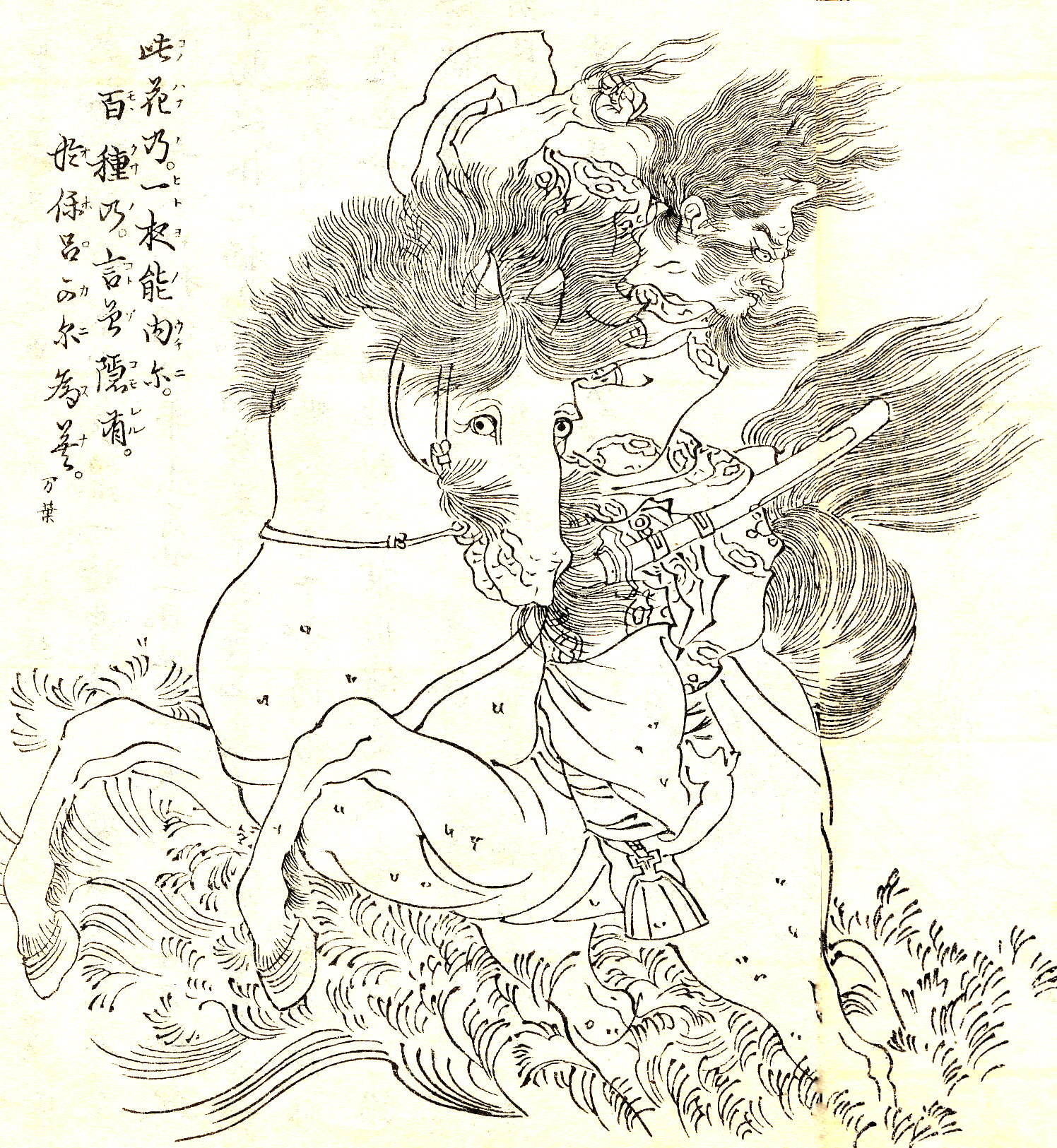
후지와라노 히로쓰구(《전현고실》 중에서)

9월 3일, 히로쓰구가 거병했다는 소식이 빠른 말을 통해 수도 헤이조쿄에 도착했고, 천황은 오노노 아즈마히토(大野東人)를 대장군으로 삼아 절도를 하사하고 부장군으로는 기노 반마로(紀飯麻呂)를 임명했다. 그리고 도카이(東海), 도산(東山), 산인(山陰), 산요(山陽), 난카이(南海) 등 5도(道)의 군사 17,000명을 동원하도록 명했다. 4일, 조정에 출사한 하야토 24명에게도 종군할 것을 명했고, 다음날 사에키노 쓰네히토, 아베노 무시마로가 칙사로 임명되어 전승 기원을 위해 이세 신궁에 폐백을 봉납하는 한편, 여러 구니에서 관음보살상을 만들고 관음경 10경을 사경하여 전승을 기원하라는 명령이 거듭 내려졌다.
9월 21일, 나가토국에 도착한 오노노 아즈마히토는 현지에 정박해 있던 신라선의 인원과 기기를 채용할 수 있도록 허가해줄 것을 요구했다. 다음날인 22일에 칙사 사에키노 쓰네히토 · 아베노 무시마로가 하야토 24명, 군사 4천 명을 이끌고 항해하여 판궤진(板櫃鎭, 부젠 국 기쿠군)을 공략. 등미(登美)·판궤(板櫃)·경도(京都) 3진의 군사 1,767명과 병기 다수를 노획한다. 히로쓰구는 기쿠군 근처의 원가군에 도착하여 봉홧불로 쿠니 안의 군사들을 모으고, 히로쓰구 자신은 오스미· 사쓰마 · 지쿠젠 · 분고의 군사 5천으로 구라테도로 나아가고, 동생 쓰나테(綱手)가 지쿠고 · 히젠의 군사 5천으로 분고에서 진군, 다고고마로가 전하도로 진군해 세 방면으로 관군을 포위한다는 것이 히로쓰구의 작전이었다.
9월 25일, 부젠의 여러 군지(郡司)들이 각기 5백 기, 80명, 70명 등을 이끌고 관군에 투항해 왔다. 9월 29일, "히로쓰구는 흉악한 역적으로 광포하게도 반란을 일으켜 인민을 괴롭히니 불효불충의 죄를 신이 벌하실 것이다. 따르는 자들은 즉시 귀순하라. 히로쓰구를 죽이는 자에게는 5위 이상을 내리겠다"는 내용의 칙이 규슈 여러 쿠니의 관리와 백성들에게 발호되었다. 10월 9일에 히로쓰구의 군사 1만 기는 판궤하(기타큐슈시)에 이르러 강 서쪽에 포진했고, 칙사로 보내진 사에키노 쓰네히토 · 아베노 무시마로의 군사들은 6천여 명의 군사로 강 동쪽에 포진했다. 하야토를 선봉에 세우고 조를 짜서 강을 건너려는 히로쓰구군에 관군은 쇠뇌를 쏘며 막았다. 한편으로 휘하의 하야토들을 시켜 적측의 하야토에게 투항을 권하게 했다. 이에 히로쓰구측의 하야토들은 화살을 쏘는 것을 그만두었다고 한다.
쓰네히토 등은 열 번이나 히로쓰구를 불렀다. 말에 탄 히로쓰구가 나타나 칙사를 찾고 말에서 내려 예를 갖추면서 "나는 조정에 항명하려는 것이 아니라 조정을 어지럽히는 두 사람(기비노 마키비와 겐보)을 처벌할 것을 청하고 있을 뿐이다. 내가 조정에 항명하는 것이라면 모든 신들이 벌하실 것이다."라 대답했다. 그러나 쓰네히토 등이 "그렇다면 뭐하러 병사까지 이끌고 왔는가?"라 묻자, 히로쓰구는 대답하지 못하고 말을 타고 돌아가버렸고, 문답을 듣고 있던 히로쓰구측의 하야토 세 명이 강에 뛰어들어 관군쪽에 가담해버렸고, 이어 히로쓰구군의 하야토 20명과 10여 기가 잇따라 관군에 항복해 버렸다. 투항자들은 세 방면에서 관군을 포위한다는 히로쓰구의 작전을 관군에게 보고했고, 아직 다른 두 방면의 군사들은 도착하지 않았음을 알렸다.
결국 판궤하에서 패전한 히로쓰구는 배를 타고 히젠(肥前) 마쓰우라 군 지가 섬(고토열도)으로 건너가 그대로 신라(新羅)로 망명하려 했지만, 탐라(耽羅) 근처까지 이른 배는 더 나아가지 않고 역풍까지 불었다. 히로쓰구는 "나는 대충신이다. 신령이 나를 버리실 리는 없다. 신이시여, 풍파를 가라앉혀 주소서."라 빌며 역령을 바다에 던졌지만 풍파는 더욱 격렬해졌고 끝내 배는 지가 섬으로 돌아왔다. 섬에 숨었던 히로쓰구는 10월 23일, 마침내 아베노 구로마로에게 붙잡혔고, 11월 1일에 오노노 아즈마히토에 의해 형제인 쓰나테와 함께 히젠의 가라쓰(唐津)에서 처형되었다. 덴표 13년(741년) 1월에 사죄 16명, 몰관 5명, 유배죄 47명, 강제이주된 자 32명, 장을 맞은 자가 177명으로 난은 마무리되었고, 히로쓰구의 아우들도 대부분이 연좌되어 유배에 처해지면서, 히로쓰구의 후손인 후지와라 시키케(式家)는 난케와 홋케에 눌려 한동안 정계의 중심에서 밀려난다.
난의 진압되었음을 알리는 보고가 미처 헤이조쿄에 닿기도 전에, 쇼무 천황은 갑자기 간토로 내려간다면서 마침내 수도를 떠나버렸다. 이후 천황은 이가국, 이세국, 미노국, 오미국을 돌아다닌 끝에 구니노 미야코(恭仁京, 야마시로국)로 수도를 옮겼다. 그 후로도 거듭 나니와노 미야코(難波京)로 옮겼다가 다시 헤이조쿄로 돌아온다는 식으로 거듭 천도를 반복하게 된다. 머나먼 진제이에서 일어난 히로쓰구의 난을 쇼무 천황이 얼마나 무서워했는가를 보여주는 것이다.

### 불교에 빠진 천황
쇼무 천황의 치세인 덴표 시대는 각종 자연 재해나 역병(천연두)이 횡행했던 시대였다. 천황은 불교에 깊게 귀의해 덴표 13년(741년)에는 고쿠분지(國分寺) 건립의 조(詔)를, 덴표 16년(743년)에는 유명한 도다이지(東大寺)의 비로자나불(대불)의 건립의 조를 내렸다. 덴표 16년(743년)에는, 경작되지 않은 황무지들의 개간을 장려하기 위해서 새로이 간전영년사재법(墾田永年私財法)을 제정했다. 이 법은 새로 개간한 토지에 대해 일정 기간 동안 개간자의 개인 사유를 인정한다는 것을 골자로 하고 있었으며, 율령국가 일본의 근간이기도 했던 율령제, 공지공민제의 붕괴를 결정적으로 초래했다는 평가를 받고 있다. 덴표 17년(744년)에는 나니와로 다시 수도를 옮겼는데, 이 해 윤 1월 13일(3월 7일)에 아사카(安積) 친왕이 각기병으로 급사한다(이에 대해서는 후지와라노 나카마로에 의한 독살이라고 보는 설이 있다). 덴표 18년(745년) 시라카키쿄를 수도로 선언하였다가 다시 헤이조쿄로 환도하였다.
덴표쇼호(天平勝寶) 원년 7월 2일(749년 8월 19일), 딸이자 황태자였던 아베(阿倍) 내친왕(훗날의 고켄 천황)에게 양위한다(일설에는 스스로 '삼보의 종'이라 칭한 천황이 독단으로 출가해버리는 바람에 조정에서는 몹시 당황한 와중에 퇴위 수속을 밟았다고도 한다). 남자로서 태상천황이 된 것은 이것이 최초였다. 덴표쇼호 4년 4월 9일(752년 5월 30일), 도다이지 대불의 개안법요(開眼法要)를 실시했다(16미터 높이의 대불 축조로 일본 내 청동과 금은의 재고가 바닥났다고 한다). 덴표쇼호 6년(754년)에는 당의 승려 간진(鑑眞)이 일본을 방문해 태상천황이 황태후나 천황을 데리고 함께 만나기도 했는데, 이 무렵 오랫동안 병을 앓고 있던 모태후 미야코가 세상을 떠났다.
덴표쇼호 8년(756년)에 덴무 천황의 손자 후나도 왕(道祖王)을 황태자로 삼으라는 유조를 남기고 붕어한다. 계명은 승만(勝満)이었다.

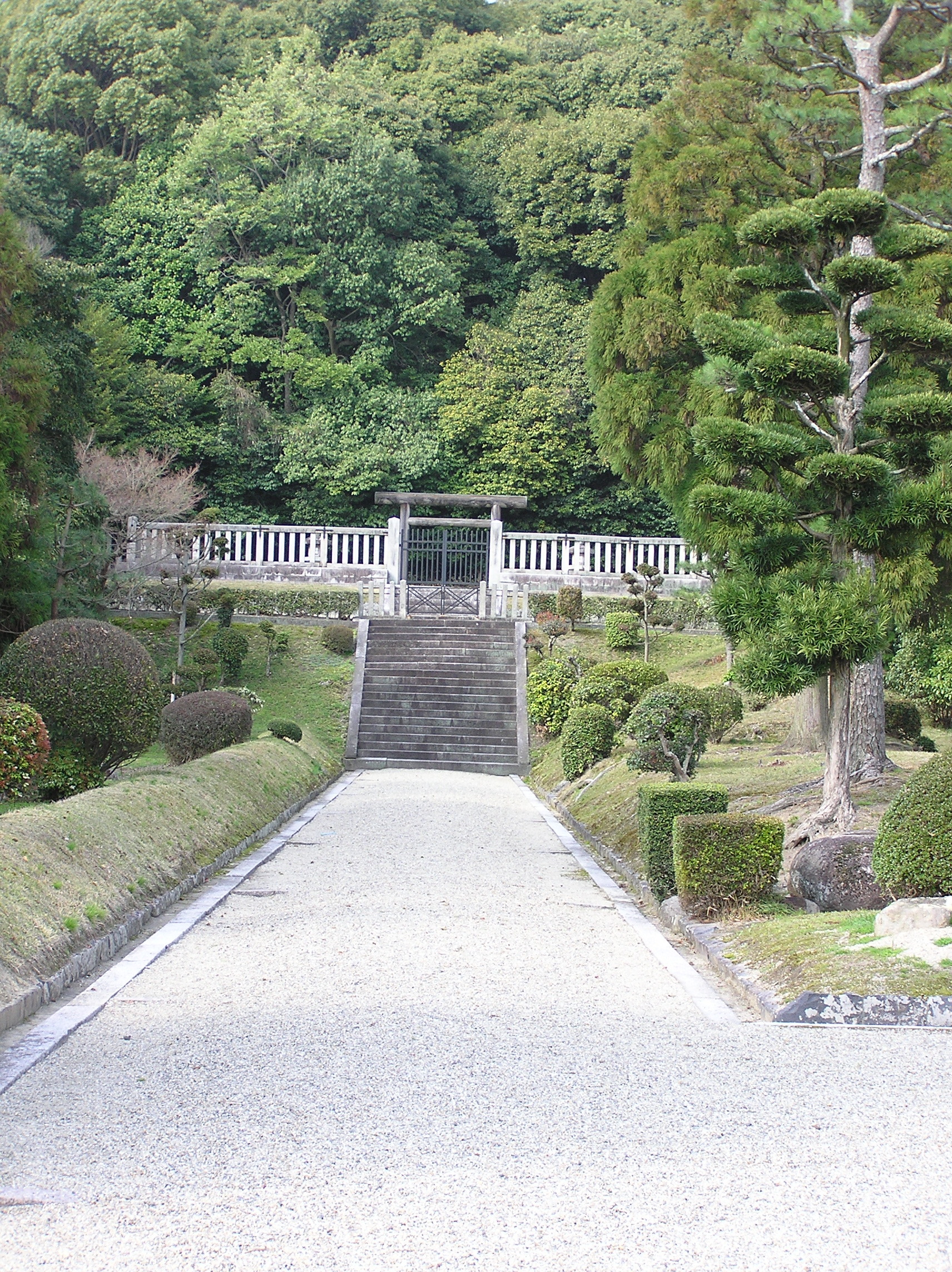
쇼무 천황의 무덤

사후에는 고묘 황태후의 의사도 반영되어 태상천황이 생전에 아끼던 유품들이 도다이사에 봉납되었는데, 일부가 오늘날까지 도다이지 쇼소인(正倉院)에 전해지고 있다. 덧붙여 1907년에서 1908년에 있었던 도다이사의 대불전 개수공사 때에 불상의 연화좌 옆에서 두 자루의 칼이 발견되었는데, 2010년 엑스레이 조사를 통해 이 칼들이 쇼무 태상천황의 유품들을 도다이사에 봉납하고 얼마 지나지 않은 시점(759년 12월)에서 다시 쇼소인에서 반출되어 국가진보장(國家珍寶帳, 쇼소인의 소장품 목록)에 '제물(除物, 제외된 물건)'로 기재된 '요노보켄(陽寶劒, 양의 보검)'과 '인노보켄(陰寶劒, 음의 보검)'임이 판명되었다. 이 한 쌍의 칼은 모두 쇼무 태상천황이 생전에 아끼던 것으로 쇼소인에 한 번 봉납되었다가 다시 고묘 황후에게 반환된 것으로 여겨진다.
천황의 무덤은 지금의 일본 나라시 호렌쵸(法蓮町)에 있으며 사호야마노미나미노 미사사기(佐保山南陵)라 불린다. 이 무덤 동쪽에 고묘 황태후의 무덤도 함께 모셔져 있다.

## 가족 관계
- 아버지 : 일본 제42대 몬무 천황(文武天皇, 683~707)
- 어머니 : 후지와라노 미야코(藤原宮子, ?~754)
  - 황후 : 코묘황후 후지와라씨(光明皇后 藤原氏, 701~760)
    - 차녀 : 일본 제46·48대 고켄 천황(孝謙天皇, 718~770)
    - 장남 : 황태자 모토이왕(皇太子 基王, 727~728)

  - 부인 : 아가타노이누카이 히로토지(県犬養広刀自, ?~762)
    - 장녀 : 이노에내친왕(井上内親王, 717?~775)
    - 3녀 : 후와내친왕(不破内親王, 723?~795?)
    - 차남 : 아사카친왕(安積親王, 728~744)

  - 부인 : 후지와라씨(藤原氏, ?~748) - 후지와라노 무치마로(藤原武智麻呂, 680~737)의 딸
  - 부인 : 타치바나노 코나카치(橘古那可智, ?~759) - 타치바나노 사이(橘佐為, ?~737)의 딸
  - 부인 : 후지와라씨(藤原氏, ?~760) - 후지와라노 후사사키(藤原 房前, 681~737)의 딸

## 같이 보기
- 일본 천황